# Paradise (KMFDM)
Paradise è il ventunesimo album in studio del gruppo musicale tedesco KMFDM, pubblicato nel 2019.

## Tracce
1. K•M•F – 4:22 (Andee Blacksugar, Sascha Konietzko, Andrew Lindsley)
2. No Regret – 4:10 (Lucia Cifarelli, Konietzko)
3. Oh My Goth – 5:02 (Cifarelli, Konietzko)
4. Paradise – 7:59 (Cifarelli, Konietzko)
5. WDYWB – 5:03 (Blacksugar, Konietzko)
6. Piggy – 4:24 (Blacksugar, Cifarelli, Konietzko, Doug Wimbish)
7. Disturb the Peace – 5:41 (Blacksugar, Cifarelli, Konietzko)
8. Automaton – 4:16 (Blacksugar, Cifarelli, Konietzko)
9. Binge Boil & Blow – 4:17 (Konietzko, Raymond Watts)
10. Megalo – 4:30 (Konietzko)
11. No God – 3:53 (Blacksugar, Konietzko)